# Jining (Shandong)
Jining is een stad en een prefectuur in het zuidwesten van de noordoostelijke provincie Shandong, Volksrepubliek China.
Bij de volkstelling van 2020 had de stad zelf 1.700.054 inwoners, de gehele prefectuur had 8.357.897 inwoners. Op 20 km ten oosten van de stad ligt de satellietstad Zoucheng.
Jining grenst in het zuidwesten aan Heze, in het zuidoosten aan Zaozhuang, in het noordoosten aan Tai'an, in het noordwesten aan de provincie Henan en in het zuiden aan de provincie Jiangsu.